# Helmut Plath
Helmut Plath (* 20. April 1911 in Halle an der Saale; † 26. Juni 1990 in Hannover) war ein deutscher Museumsdirektor und Archäologe, der durch eine neue Methodik und neue Denkansätze als einer der Pioniere der Mittelalterarchäologie der Nachkriegszeit in Deutschland gilt.

## Werdegang
Helmut Plath war das Kind eines Oberlehrers und verbrachte seine Kindheit in Wunstorf sowie Hannover. Nach dem Besuch der Humboldtschule Hannover studierte er an der Georg-August-Universität Göttingen Geschichte, Literaturwissenschaft und Philosophie. Er wurde Mitglied der Jenaischen Burschenschaft Germania. Er wechselte an die Universität Wien und die Christian-Albrechts-Universität zu Kiel. Mit einer Doktorarbeit über Ernst Moritz Arndt wurde er 1936 zum Dr. phil. promoviert. Als Volontär ging er zu Wilhelm Peßler, Direktor des Vaterländischen Museums Hannover, seinerzeit eines der bedeutendsten Forschungsstätten zur Volkskunde in Deutschland. Er wirkte mit an der Umstrukturierung und Neuaufstellung der Volkskundlichen Schausammlung und schrieb erste Veröffentlichungen zu volkskundlichen Themen.
Nachdem er in der Wehrmacht am Zweiten Weltkrieg teilgenommen hatte, wurde Helmut Plath 1946 kommissarischer Leiter und 1952 Direktor des 1950 gegründeten Niedersächsischen Heimatmuseums. Er beaufsichtigte die Rückführung der ausgelagerten Bestände in die provisorische Museumsruine an der Prinzenstraße. In länger laufenden Sonderausstellungen präsentierte er die Sammlungen und schrieb Erläuterungen dazu in Begleitheften und Katalogen. Zwischen 1947 und 1970 führte Helmut Plath auf Flächen um 100–300 m² Ausgrabungen und Baugrunduntersuchungen in der durch die Luftangriffe auf Hannover vollkommen zerstörten Innenstadt durch, um deren Frühgeschichte objektgestützt zu erforschen. Daneben sammelte er Unterlagen zu älteren Beobachtungen.
Ab Anfang der 1950er Jahre widmete sich Plath der Entwicklung eines – mehrfach variierten – Raumprogramms für das schließlich von 1963 bis 1966 durch den Architekten Dieter Oesterlen in der Altstadt verwirklichte Historische Museum Hannover. Dort präsentierte Plath die Bestände als für sich sprechende Zeugnisse bestimmter historischer Zeitabschnitte nach der zuvor schon von Wilhelm  Peßler vorgenommenen Aufteilung in Stadtgeschichte, Landesgeschichte und Volkskunde. Er schrieb zahlreiche Veröffentlichungen und veranstaltete Sonderausstellungen und Führungen zur Popularisierung seiner Forschungsarbeiten. Nach der Pensionierung beteiligte sich Plath an der Ausgrabung der Michaeliskirche (Lüneburg). Er  wirkte ehrenamtlich in Heimat-, Geschichts- und Museumsvereinen mit. Seine Hinwendung zur Geschichte der Stadt Hannover ließen ihn zum Beispiel den Namen der Stadt deuten, das sogenannte „Kleeblatt“ im Wappen, oder die Datierung des Stadtjubiläums begründen. Beigesetzt ist er auf dem Engesohder Friedhof.

## Veröffentlichungen (Auswahl)
- Ernst Moritz Arndt und sein Bild vom deutschen Menschen, Doktorarbeit, 1936
- 17 Aufsätze in: Hannoversche Geschichtsblätter, 1952–1990
- mit Herbert Mundhenke und Ewald Brix (Bearb.): Heimatchronik der Hauptstadt Hannover (= Heimatchroniken der Städte und Kreise des Bundesgebietes, Bd. 17), Köln: Archiv für Deutsche Heimatpflege, 1956
- mit Bernhard Dörries (Hrsg.): Alt-Hannover 1500–1900. Die Geschichte einer Stadt in zeitgenössischen Bildern von 1500–1900, Vierte, verbesserte Auflage 1977, Heinrich Feesche Verlag, Hannover, ISBN 3-87223-024-7
- Hannover im Bild der Jahrhunderte. 3., erweiterte und verbesserte Auflage, Hannover: Madsack, 1966
- Stadtgeschichtliche Abteilung. (= Abteilungskataloge des Historischen Museums am Hohen Ufer, Hannover. 1). Hannover 1970.
- Frühgeschichte der Stadt Hannover. In: Hannover Chronik (1991) und Geschichte der Stadt Hannover (1991), beide herausgegeben von Klaus Mlynek und Waldemar R. Röhrbein (s.d.)

## Ehrungen
- Verdienstkreuz 1. Klasse des Niedersächsischen Verdienstordens (1963)[1]

## Nachlass und Archivalien
Archivalien von und über Helmut Plath finden sich beispielsweise
- als anfangs 35 starke Aktenordner in dem Teil-Nachlass Plaths, die anfangs zusammen mit Grabungsfunden aus der Altstadt Hannovers im Jahr 2007 zunächst an das Historische Museum Hannover, von dort an das Niedersächsische Landesmuseum und 2014 schließlich in den Besitz des Niedersächsischen Landesamts für Denkmalpflege gelangten. Die in den Ordner enthaltenen Daten, darunter auch bis 1997 durch Franz Rudolf Zankl ergänzte Aufzeichnungen, wurden ab September 2017 in das Fachinformationssystem ADABweb eingearbeitet.[3]